# Forestville (thị trấn), Wisconsin
Forestville là một thị trấn thuộc quận Door, tiểu bang Wisconsin, Hoa Kỳ. Năm 2010, dân số của thị trấn này là 1.074 người.